# Fernando Méndez-Leite
Fernando Méndez-Leite Serrano (Madrid, 6 de mayo de 1944) es un crítico de cine y realizador de televisión español. Es el actual presidente de la Academia de las Artes y las Ciencias Cinematográficas de España (desde 2022)

## Biografía
Hijo de Fernando Méndez-Leite von Haffe, experto divulgador del cine español, se licenció en Derecho por la Universidad Complutense de Madrid y más tarde siguió estudios en la Escuela Oficial de Cinematografía, en la especialidad de Guion y Dirección. 
Ha tenido una importante presencia en el medio televisivo, desde 1967. En los setenta realizó diferentes espacios culturales, como Galería (1973-1974), Cultura 2 (1975) o Imágenes (1978-1981), todos ellos junto a Paloma Chamorro y el infantil Los episodios (1979). En los ochenta presentó y dirigió un espacio antológico sobre cine español titulado La noche del cine español (1983-1985). Su obra más reconocida es, probablemente, la adaptación para TVE de La Regenta, protagonizada por Aitana Sánchez-Gijón.
Se ha dedicado a la crítica cinematográfica desde 1966, colaborando en los periódicos Pueblo y Diario 16, así como en las revistas Film Ideal, Fotogramas y Guía del Ocio de Madrid.
En cuanto a su actividad docente, ejerció como profesor de Teoría del Cine y de Historia del Cine Contemporáneo en la Universidad de Valladolid entre 1968 y 1981. 
Para cine ha rodado los largometrajes El hombre de moda (1980), con Carmen Maura y El productor (2006). También dirigió las obras de teatro La calumnia (2005), de Lillian Hellman y Agnes de Dios (2006), ambas con Cristina Higueras y Fiorella Faltoyano.
Fue director general del Instituto de Cine y Artes Audiovisuales del Ministerios de Cultura de España entre enero de 1986 y diciembre de 1988. Desde su fundación en 1994 hasta el año 2011 dirigió la Escuela de Cinematografía y del Audiovisual de la Comunidad de Madrid.
Es padre de la actriz y profesora de actores Clara Méndez-Leite.

## Premios
Medallas del Círculo de Escritores Cinematográficos
| Año  | Categoría                | Labor                         | Resultado |
| ---- | ------------------------ | ----------------------------- | --------- |
| 1974 | Mejor labor periodística | Galería y Cultura 2, en TVE 2 | Ganador   |
| 1980 | Mejor libro              | Fritz Lang                    | Ganador   |